# Elle Macpherson
Eleanor Nancy Gow vagy ismertebb nevén Elle Macpherson (1964. március 29. –) ausztrál fotómodell, színésznő és üzletasszony. Ismert beceneve „The Body”.

## Életpályája
Eleanor Nancy Gow Killara ausztrál városban született. Frances Gow és Peter Gow gyermeke. Van két testvére. Szülei, tizennégy évnyi házasság után elváltak. Anya Neil Macpherson-nél házasodott és egy hivatali hiba miatt Elle is Macpherson-ná vált. Elle gyerekkorában sokat balettozott. Tizennyolc évesen Sydney-ben felvették az egyetem jogi karára. Egy évvel később felhagyott tanulmányaival amikor Aspen-ben nyaralása során felfedezték.

## Magánélet
1998-ban született Arpad Bussonnal közös első gyereke, Arpad Flynn Alexander Busson, New Yorkban. A második fia, Aurelius Cy Andrea Busson, 2003-ban született. A család Londonban élt együtt, amíg Busson és Macpherson külön nem váltak 2005 júliusában.
2009-ben kezdett járni Jeffrey Soffer-rel a milliárdos Donald Soffer fiával, akivel 2013-ban összeházasodtak, majd 2017-ben elváltak.

## Karrier
Karrierje 1982-ben kezdődött el, amikor  az Elle címlapjára került. A következő hat évben gyakran felkerült az Elle címlapjára. 1985-ben Gilles Bensimon-hoz ment feleségül. Ez a házasság 1989-ig tartott. Ismertsége Sports Illustrated-ben megjelent fotói miatt 1986-ban döntően növekedett.
Becenevét a The Big Elle címmel a Time magazinban megjelent első rövid életrajzának köszönheti, ahol The Body-ként titulálták.
1994-ben a Sports Illustrated Swimsuit Edition címlapján volt látható Kathy Ireland és Rachel Hunter-rel együtt. Később az év folyamán a Playboy-ban is megjelentek képei. 1995-ben a People 50 legszebb emberei között is szerepelt.
Cindy Crawford, Naomi Campbell, Christy Turlington és Claudia Schiffer-rel együtt alapították a New York-i kávézót Fashion Cafe.
1999-ben Jóbarátok öt epizódjában Joey lakótársa Janine Lacroix-ként szerepelt és ausztráliai hírességként először került bélyegre.

## Filmek
| Év   | Cím             | Eredeti Cím                | Szerep              | Megjegyzések |
| ---- | --------------- | -------------------------- | ------------------- | ------------ |
| 1990 | Alice           | Alice                      | Modell              |              |
| 1994 | Szirének        | Sirens                     | Sheela              |              |
| 1996 | Ugrásra készen  | If Lucy Fell               | Jane Lindquist      |              |
| 1996 |                 | Jane Eyre                  | Blanche Ingram      |              |
| 1996 | Tükröm, tükröm  | The Mirror Has Two Faces   | Candice             |              |
| 1997 | Batman és Robin | Batman & Robin             | Julie Madison       |              |
| 1997 | A vadon foglyai | The Edge                   | Mickey Morse        |              |
| 1998 |                 | With Friends Like These... | Samantha Mastandrea |              |
| 2001 | Női titkok      | A Girl Thing               | Lauren Travis       | TV film      |
| 2001 |                 | South Kensington           | Camilla             |              |

| Év        | Cím               | Eredeti Cím                        | Szerep         | Megjegyzések |
| --------- | ----------------- | ---------------------------------- | -------------- | --- |
| 1996      |                   | Saturday Night Live                | önmaga         | "Elle Macpherson/Sting" (évad 21: epizód 14) "John Goodman/Everclear" (évad 21: epizód 15) |
| 1999–2000 | Jóbarátok         | Friends                            | Janine Lacroix | "The One Where Phoebe Runs" (évad 6: epizód 7) "The One with Ross' Teeth" (évad 6: epizód 8) "The One Where Ross Got High" (évad 6: epizód 9) "The One with the Routine" (évad 6: epizód 10) "The One with the Apothecary Table" (évad 6: epizód 11) |
| 2008      | Topmodell leszek! | America's Next Top Model           | önmaga         | "Top Model Makeovers" (évad 10: epizód 3) |
| 2009      |                   | The Beautiful Life: TBL            | Claudia Foster | főszerep; második epizód után megszakítva |
| 2010–máig |                   | Britain & Ireland's Next Top Model | önmaga         | műsorvezető |
| 2012–máig |                   | Fashion Star                       | önmaga         | műsorvezető |

## Fordítás
- Ez a szócikk részben vagy egészben  az   Elle Macpherson című német Wikipédia-szócikk fordításán alapul.  Az eredeti cikk szerkesztőit annak laptörténete sorolja fel. Ez a jelzés csupán a megfogalmazás eredetét és a szerzői jogokat jelzi, nem szolgál a cikkben szereplő információk forrásmegjelöléseként.
- Ez a szócikk részben vagy egészben  az   Elle Macpherson című angol Wikipédia-szócikk fordításán alapul.  Az eredeti cikk szerkesztőit annak laptörténete sorolja fel. Ez a jelzés csupán a megfogalmazás eredetét és a szerzői jogokat jelzi, nem szolgál a cikkben szereplő információk forrásmegjelöléseként.